# Allan Ekström
Allan Ekström, född 22 mars 1927 i Gustav Vasa församling i Stockholm, död 14 oktober 2017 i Lidingö distrikt, var en svensk jurist och politiker (moderat) samt riksdagsledamot 1979–1988.

## Biografi
Allan Ekström, som tog studentexamen i Gävle 1946, blev jur.kand. 1951 vid Uppsala universitet. Han blev hovrättsfiskal i Svea hovrätt 1955, var sakkunnig i Justitiedepartementet 1961–1971, lärare i juridik vid Stockholms universitet 1962–1969 och rådman i Södra Roslags tingsrätt 1971–1982. Han var hovrättsråd och vice ordförande 1982–1992 i Svea hovrätt.
Ekström var ordförande i Lidingö kommunfullmäktige 1988–1998 och ordförande i Medborgarrättsrörelsen 1993–1994. Han var vice ordförande i Allmänna reklamationsnämnden 1970–1972.
Ekström har varit huvudsekreterare i pensionsstiftelseutredningen, sekreterare i köplagsutredningen 1967–1971, sakkunnig rörande frågan om ångervecka vid hemförsäljning, ledamot i reklamationsutredningen, ensamutredare om godtrosförvärv av lösöre, ledamot i rättshjälpskommittén, ledamot i utredningen om dödsboägande och samägande av jordbruksfastighet, ledamot i småhusköpsutredningen, ledamot av datainspektionen, ledamot i grundlagsutredningen inför EG 1991–1993, ledamot i kommittén för översyn av det allmännas skadeståndsansvar samt ledamot i kommittén om ideell skada. 

### Familj
Han var son till ingenjör Alvar Ekström och Eivor Fries. Han gifte sig 1952 med ingenjören Gunnel Jakobsson med vilken han hade två döttrar. Han är begravd på Lidingö kyrkogård.